# Apfelgulden

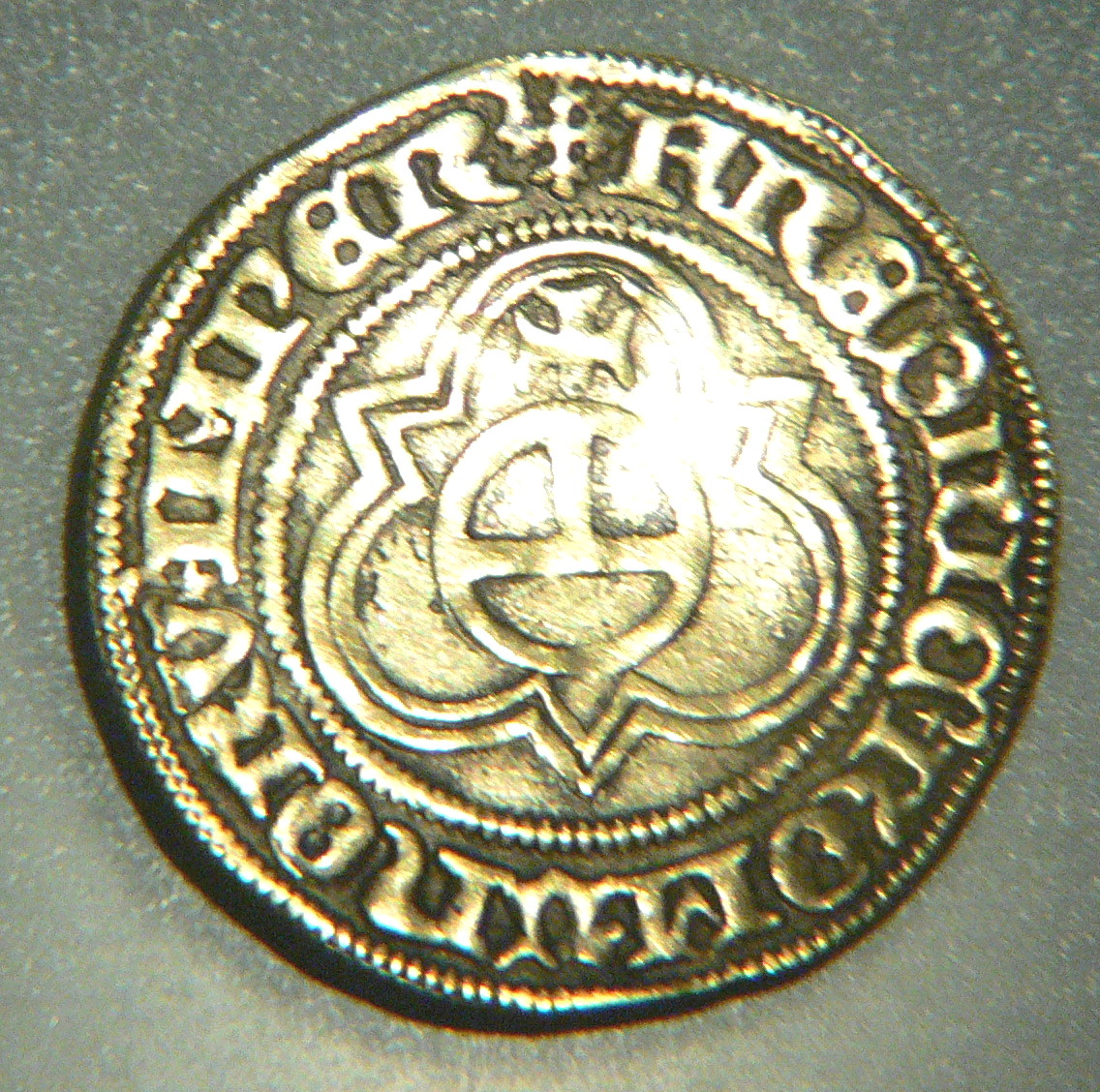
Apfelgulden, Hamburg 1438/1439, Revers mit Reichsapfel im Dreipass, die Umschrift benennt König Albrecht II.

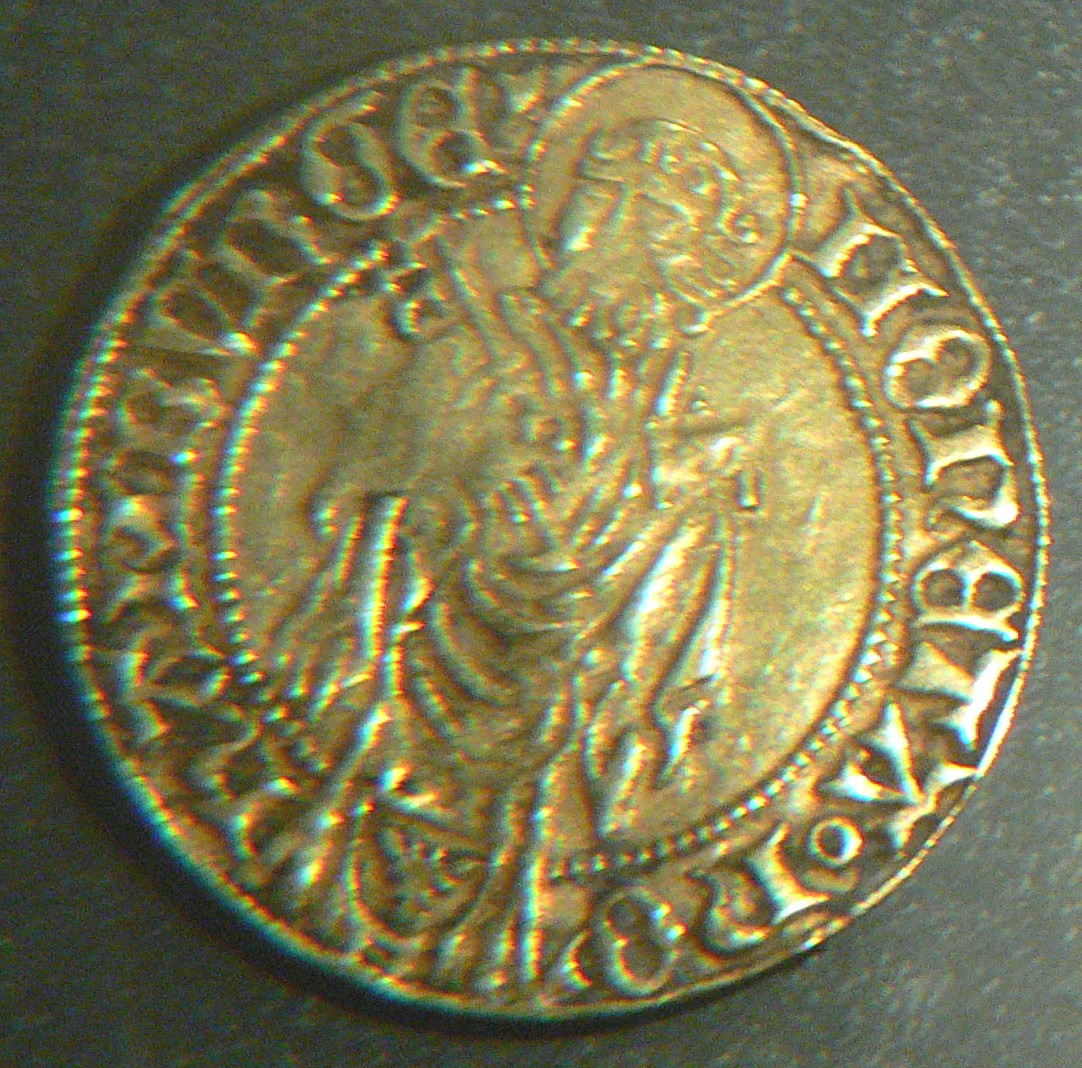
Apfelgulden, Hamburg 1438/1439, der Avers zeigt Simon Petrus

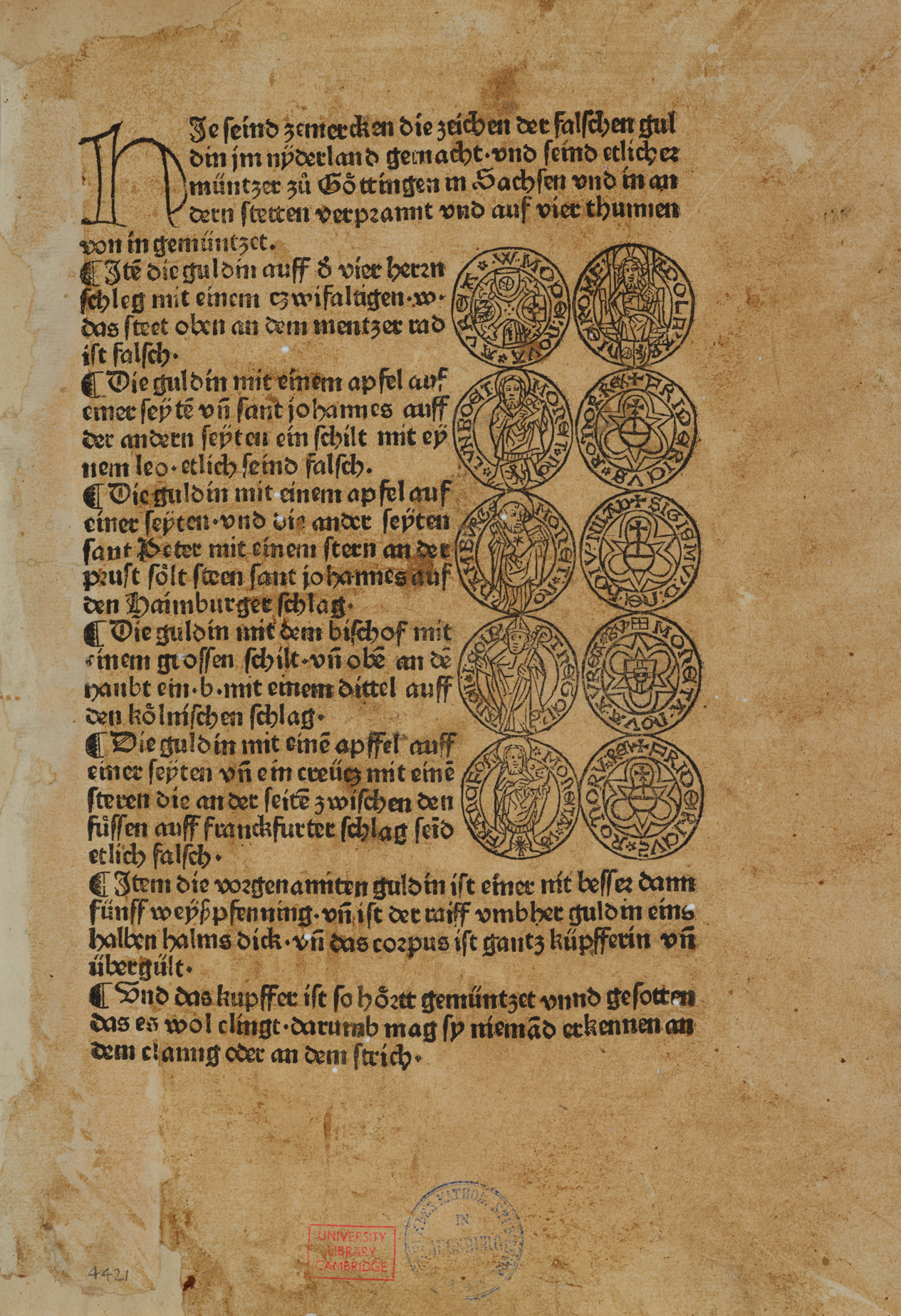
Einblattdruck zur Warnung vor falschen Goldmünzen. Abbildungen von Apfelgulden in der zweiten, dritten und fünften Zeile, Augsburg 1482.

Apfelgulden waren vom 15. bis zum 18. Jahrhundert geprägte Goldgulden verschiedener Münzherren, die auf der Rückseite den Reichsapfel in einem Dreipass, Vierpass oder Sechspass zeigten. Sie wurden zunächst im frühen 15. Jahrhundert als Reichsmünzen in Basel, Dortmund, Nördlingen, Nürnberg und Frankfurt geprägt. Später prägte eine Reihe von Fürsten und Reichsstädten aufgrund von Vorgaben für die Gestaltung ihrer Münzen, an die die Vergabe des Münzrechts gebunden war, ebenfalls Apfelgulden.

## Rheinische Gulden
1386 gründeten die Kurfürsten von Trier, Köln, Mainz und der Pfalz, denen wenige Jahre zuvor von Kaiser Karl IV. in der Goldenen Bulle das Münzrecht zugesprochen worden war, den Rheinischen Münzverein. Seine Hauptmünze war der Rheinische Gulden, der auf der Vorderseite zunächst Johannes den Täufer, später Simon Petrus und schließlich Jesus Christus zeigte. Die Rückseite trug einen Dreipass mit dem Wappen des Münzherren in der Mitte und denen der drei anderen Kurfürsten in den Ecken. Der Rheinische Gulden war ungeachtet wiederholter Münzentwertungen im Vergleich zu anderen Goldmünzen überaus solide und sehr begehrt.

## Apfelgulden des Heiligen Römischen Reiches
Bereits im frühen 15. Jahrhundert gab es Bemühungen der deutschen Könige, auch im Gebiet des Rheinischen Münzvereins die Münzhoheit zurückzugewinnen. Ab 1418 ließ König Sigismund durch Konrad von Weinsberg die ersten Apfelgulden in den königlichen Münzstätten Frankfurt, Nördlingen und Nürnberg prägen, später kamen Dortmund und Basel hinzu. Die Prägung in Aachen, Köln, und Mülheim war geplant, wurde aber nicht umgesetzt. Der Avers zeigte bei den ersten in Frankfurt und Nördlingen geprägten Goldgulden Johannes den Täufer mit einem Lamm, bei den in Basel geprägten die Stadtpatronin Maria mit dem Jesuskind. Später und von anderen Münzstätten wurden auch andere Motive verwendet. Auf dem Revers befindet sich bei allen Apfelgulden der Reichsapfel im Dreipass, Vierpass oder Sechspass.
Die Apfelgulden waren insofern erfolgreich, als bereits zur Einführung der Münze im Jahr 1418 alleine in Frankfurt etwa 86.000 Stück geprägt wurden. Die Einführung eines einheitlichen Reichsguldens scheiterte einerseits daran, dass die Kurfürsten die Reichsgulden in ihren Territorien wiederholt verboten und andere Maßnahmen zur Sicherung ihres Münzrechts und zum Zurückdrängen der Reichsgulden ergriffen. Andererseits trugen die deutschen Kaiser aus Geldnot zur geringeren Wertschätzung der Apfelgulden bei, indem sie ihren Gewinn aus dem Münzprivileg nicht wie die Kurfürsten auf den Schlagschatz beschränkten. Die in Häufigkeit und Ausmaß stärkeren Münzverschlechterungen, die für die Münzherren zusätzlichen indirekten Steuereinnahmen gleichkamen, minderten den Wert der Goldgulden nachhaltig. Darüber hinaus trugen die deutschen Kaiser und Könige zur Zersplitterung des deutschen Münzwesens bei, indem sie die Münzstätten verpfändeten und das Münzrecht an andere Fürsten oder Reichsstädte abgaben.
Besondere Bedeutung hatten im Zusammenhang mit den Verschlechterungen der Apfelgulden die Aktivitäten des Erzkämmerers Konrad von Weinsberg und des Münzmeisters Stephan Scherff (erstmals nachgewiesen 1422 als Kölner Bürger, gestorben um 1450), der zwischen etwa 1425 und 1436, zeitweise gleichzeitig, die kaiserlichen Münzen in Frankfurt, Nördlingen und Basel gepachtet hatte. Scherff prägte über lange Zeiträume große Stückzahlen von zu leichten und zu geringhaltigen Apfelgulden und wurde dabei sehr wahrscheinlich durch Weinsberg gedeckt. Bereits der vorgeschriebene Feingehalt der Apfelgulden sank von 23½ Karat bei ihrer Einführung auf 18½ Karat in der Mitte des 16. Jahrhunderts, wobei die schlechtesten deutschen Goldgulden tatsächlich nur 15 Karat aufwiesen. Ungeachtet all dieser Einschränkungen waren die Apfelgulden ebenso wie die Rheinischen Goldgulden ein Maßstab, an dem sich alle deutschen Münzherren bei der Ausgabe eigener Goldmünzen orientierten.

## Apfelgulden anderer Münzherren
Das Münzrecht wurde wiederholt mit der Auflage vergeben, auf den Münzen den Namen des Kaisers und den Reichsapfel zu zeigen. Daher wurden von verschiedenen Münzherren bis in das frühe 18. Jahrhundert Apfelgulden ausgegeben. Ein Beispiel für derartige Prägungen sind die Apfelgulden der Freien Reichsstadt Köln. Bereits mit der Gewährung der Münzhoheit im Jahr 1474 begann Köln mit dem Prägen von Apfelgulden. Die kölnischen Apfelgulden ähnelten in ihrem Erscheinungsbild den Apfelgulden des Reiches. Auf der Vorderseite befand sich ein über dem Stadtwappen thronender Christus mit der Umschrift MO CIVIT-AT COLOn (Geld der Stadt Köln), die Rückseite zeigte einen Reichsapfel im Dreipass mit den verkürzten Namen der Heiligen Drei Könige, IASPAR MELCHIOR BALTHAS. Dabei war der Reichsapfel nicht nur als Hoheitszeichen, sondern auch als Kennzeichnung des Goldguldens zu verstehen. Die letzten Apfelgulden der Stadt Köln wurden 1511 geprägt.